# 꽃갈피 셋
《꽃갈피 셋》은 《꽃갈피 둘》(2017년)에 이은 아이유의 두번째 리메이크 앨범이다.

## 같이 보기
- 꽃갈피
- 꽃갈피 둘